# 양카리땃쥐
양카리땃쥐(Crocidura yankariensis)는 땃쥐과에 속하는 포유류의 일종이다. 카메룬과 중앙아프리카공화국, 차드, 에티오피아, 케냐, 나이지리아, 소말리아 그리고 수단에서 발견된다. 자연 서식지는 건조한 사바나 지역이다.